# Sea Serpent Cove
Die Sea Serpent Cove (englisch für Seeschlangenbucht) ist eine kleine Bucht an der Westküste von Candlemas Island im Archipel der Südlichen Sandwichinseln. Sie liegt 1,5 km südöstlich des Vulcan Point und verbindet den Medusa Pool mit dem Südatlantik.
Wissenschaftler der britischen Discovery Investigations kartierten sie 1930 von Bord der Discovery II und gaben der Bucht ihren Namen.